# آمبر لیو
آمبر لیو (انگلیسی: Amber Liu؛ زاده ۶ ژوئیهٔ ۱۹۸۴) یک تنیس‌باز اهل ایالات متحده آمریکا است.